# 麟凤镇
麟凤镇，是中华人民共和国云南省昭通市威信县下辖的一个乡镇级行政单位。
2011年，云南省人民政府批复同意撤销麟凤乡，设立麟凤镇。

## 行政区划
麟凤镇下辖以下地区：
麟凤村、坪房村、柏香村、班鸠村、五谷村、金竹村、金凤村、龙塘村和金鸡村。